# Kings Kangwa
Kings Kangwa (* 4. Juni 1999 in Kasama) ist ein sambischer Fußballspieler.

## Karriere

### Verein
Kangwa begann seine Karriere bei den Happy Hearts. Zur Saison 2019 wechselte er zum Buildcon FC. Nach einem halben Jahr bei Buildcon wechselte er im Juli 2019 nach Russland zu Arsenal Tula. Im September 2019 gab er anschließend gegen Ural Jekaterinburg sein Debüt in der Premjer-Liga. Bis zum Ende der Saison 2019/20 kam er zu acht Einsätzen im Oberhaus. In der Saison 2020/21 absolvierte er 21 Partien, in denen er ein Tor erzielte. In der Saison 2021/22 kam der Mittelfeldspieler zu 19 Einsätzen und vier Toren in der Premjer-Liga, aus der er mit Arsenal zu Saisonende allerdings abstieg.
Daraufhin wechselte Kangwa zur Saison 2022/23 nach Serbien zum FK Roter Stern Belgrad. Dort konnte er am Ende der Spielzeit die nationale Meisterschaft und den Pokalsieg feiern.

### Nationalmannschaft
Kangwa debütierte am 9. Juni 2019 bei einem Testspiel gegen Kamerun (1:2) für die sambische A-Nationalmannschaft. Im November desselben Jahres nahm er mit der U-23-Auswahl am Afrika-Cup teil. Während des Turniers kam er in allen drei Partien zum Einsatz, Sambia schied in der Vorrunde aus.

## Erfolge
- Serbischer Meister: 2023
- Serbischer Pokalsieger: 2023

## Persönliches
Sein Bruder Evans (* 1992) ist ebenfalls Fußballspieler und spielte mit ihm gemeinsam bei Arsenal.